# Marc Terenci Varró Lucul
Marc Terenci Varró Lucul (llatí: Marcus Terentius M. f. Varro Lucullus), nascut Marc Licini Lucul (llatí: Marcus Licinius L. f. L. n. Lucullus), va ser un polític i militar romà. Fill de Luci Licini Lucul i de Cecília (filla de Luci Cecili Metel Calvus), va ser adoptat per Marc Terenci Varró, del qual va prendre el nom amb el qual apareix als Fasti, tot conservant el cognomen d'origen. Per aquesta adopció va passar a formar part també de la gens Terència.

## Biografia
Apareix al costat del seu germà en la denúncia contra l'àugur Servili que havia provocat el desterrament del pare. Va ser qüestor en any desconegut, però segurament sota Sul·la. A la guerra civil que va seguir la tornada de Sul·la, aquest el va tenir com un dels seus lloctinents i l'any 82 aC va obtenir una brillant victòria contra Gneu Papiri Carbó prop de Fidentia. El 79 aC va exercir d'edil curul juntament amb el seu germà Luci. L'any 77 aC va ser pretor i es va destacar per la seva imparcialitat en l'administració de justícia i pel desig de tancar les ferides provocades per la guerra.
L'any 73 aC va succeir al seu germà com a cònsol juntament amb Gai Cassi Longí Var. Aquell any es va dictar una llei per la distribució de gra entre les classes baixes, la Llei Cassia Terentia frumentaria. Va obtenir al final del període la província de Macedònia i allí esperava fer la guerra a les ferotges tribus de la frontera. I efectivament va derrotar els dàrdans i bessos i va ocupar les seves capitals, assolant els seus territoris entre els rius Hemos i el Danubi, matant i mutilant als bàrbars que queien a les seves mans de la manera més cruel. Fins i tot va atacar alguna de les ciutats gregues de l'Euxí que haurien fet algun acte hostil, ja que va agafar successivament als caps de les ciutats d'Apol·lònia, Cal·làtia, Tomi i Istros i alguna més de segon ordre. En tornar a Roma l'any 72 aC va rebre els honors del triomf que va celebrar el 71 aC
L'any 67 aC va ser un dels deu llegats enviats a Àsia per fixar els afers a la zona i establir el Pont com a província romana, propòsit que va veure frustrat pel canvi que en pocs mesos havia patit la situació. En acabar la missió Gai Memmi el va portar a judici acusant-lo d'actes il·legals, acusació que va acabar amb la seva absolució.
En endavant va ser un dels dirigents del partit aristocràtic o dels optimats. El 65 aC va testimoniar contra el tribú Gai Corneli junt amb altres aristòcrates (Hortensi, Catul, Metel Pius i Marc Lèpid). Encara que va tenir alguna discrepància amb Ciceró, n'era un continu i lleial amic, i li va fer costat durant la conspiració de Catilina, demanant l'execució dels culpables. Va intentar evitar el desterrament de l'orador. Al retorn d'aquest de l'exili li va donar suport per recuperar la seva propietat. Va fer l'oració funerària del seu germà l'any 58 o 57 aC) i encara vivia el 56 aC any en què s'oposava a l'enviament de Pompeu a Egipte. Mesos després encara participava en debats al senat. A partir d'aquí ja no se'l menciona, cosa que segurament indica que va morir l'any 54 aC o poc després. En tot cas era mort en iniciar-se la segona guerra civil el 49 aC.
Sabem molt poc del caràcter de Marc Licini Lucul, a part dels elogis una mica generals de Ciceró, que sembla disposat a situar-lo al mateix nivell que el seu germà molt més conegut. Però si podem jutjar pel relat de les crueltats comeses en la seva campanya contra els bessos, Marc no posseïa el caràcter humà del seu germà gran. Ciceró el menciona com a orador de considerables mèrits. Sembla que va participar en certa manera en el gust del seu germà pel luxe i la magnificència, encara que no en un gran excés.